# 代湾站
代湾站是一个成昆线上的铁路车站，位于四川省乐山市沙湾区沙湾镇（原范店乡）岱湾村，建于1966年，目前为四等站，邮政编码为614905。目前客运：办理旅客乘降，不办理货运业务。
车站上行为泉水河大桥横跨龚嘴水库库区，其北侧为成昆复线的毛坪特大桥。2020年乐山市当地政府开始和峨眉车务段商议恢复车站货运业务的事宜。

## 图片

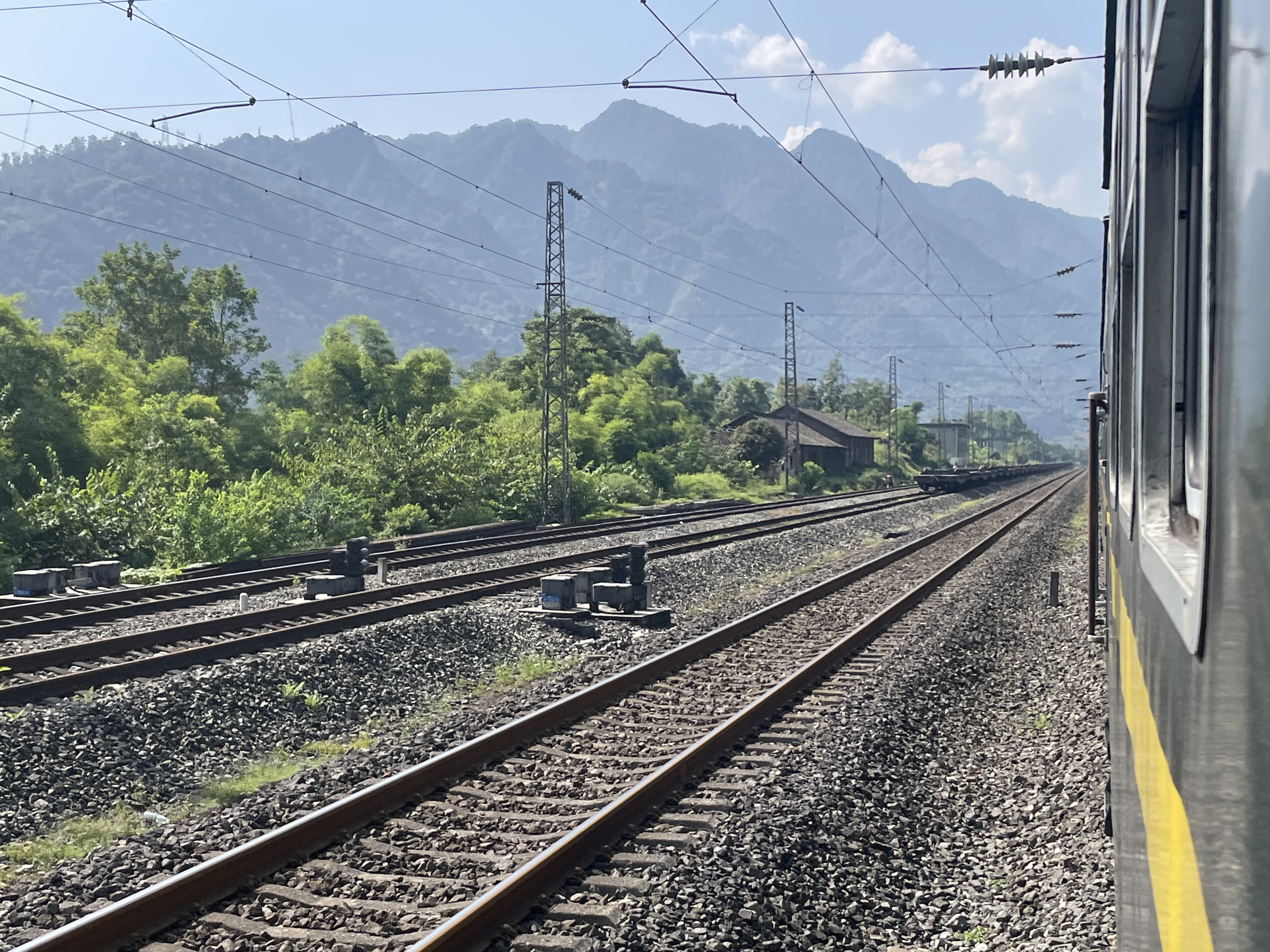
车站股道
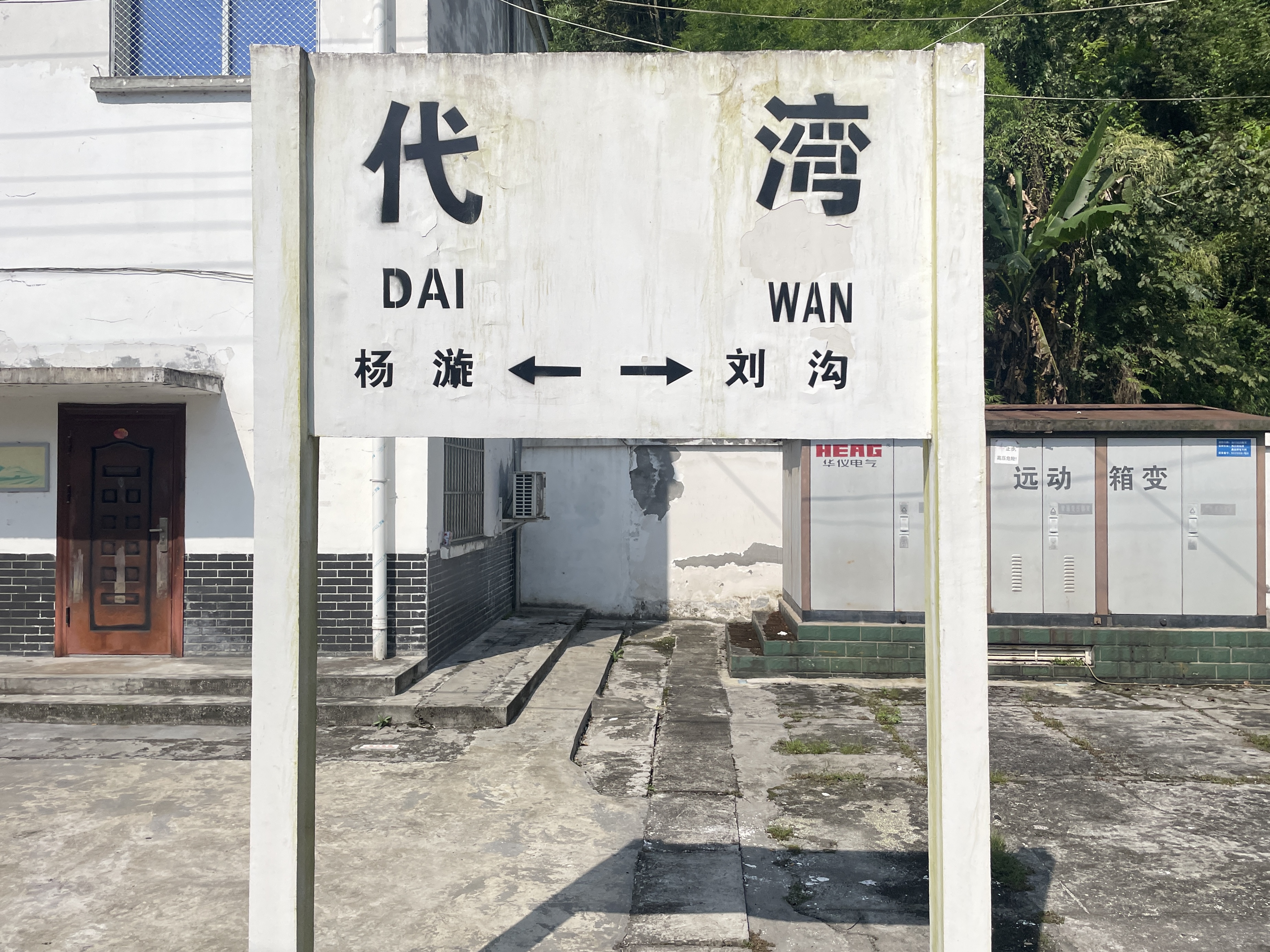
车站站牌
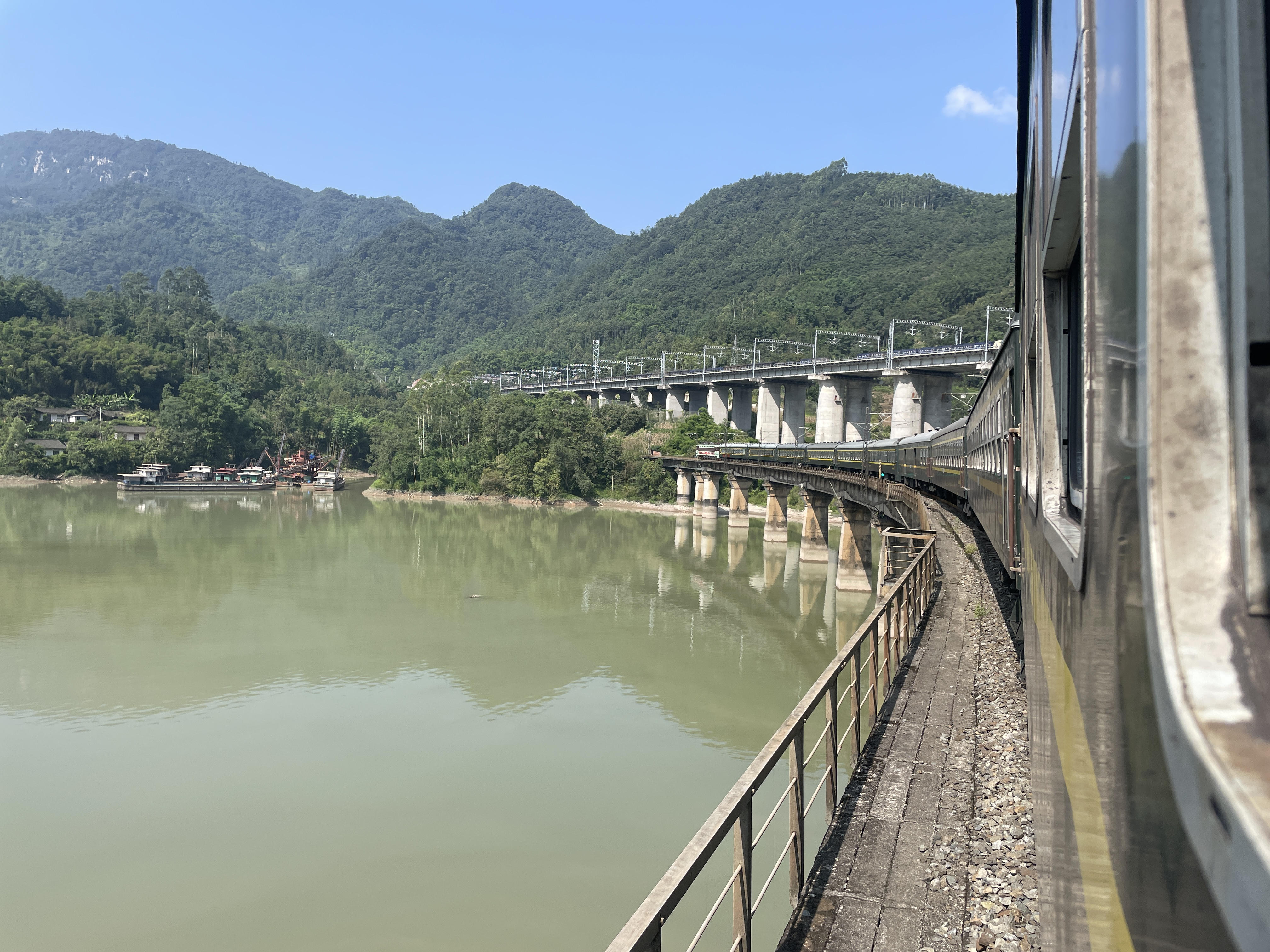
车站上行泉水河大桥和峨广铁路范店子大桥